# Floc de Gascuña

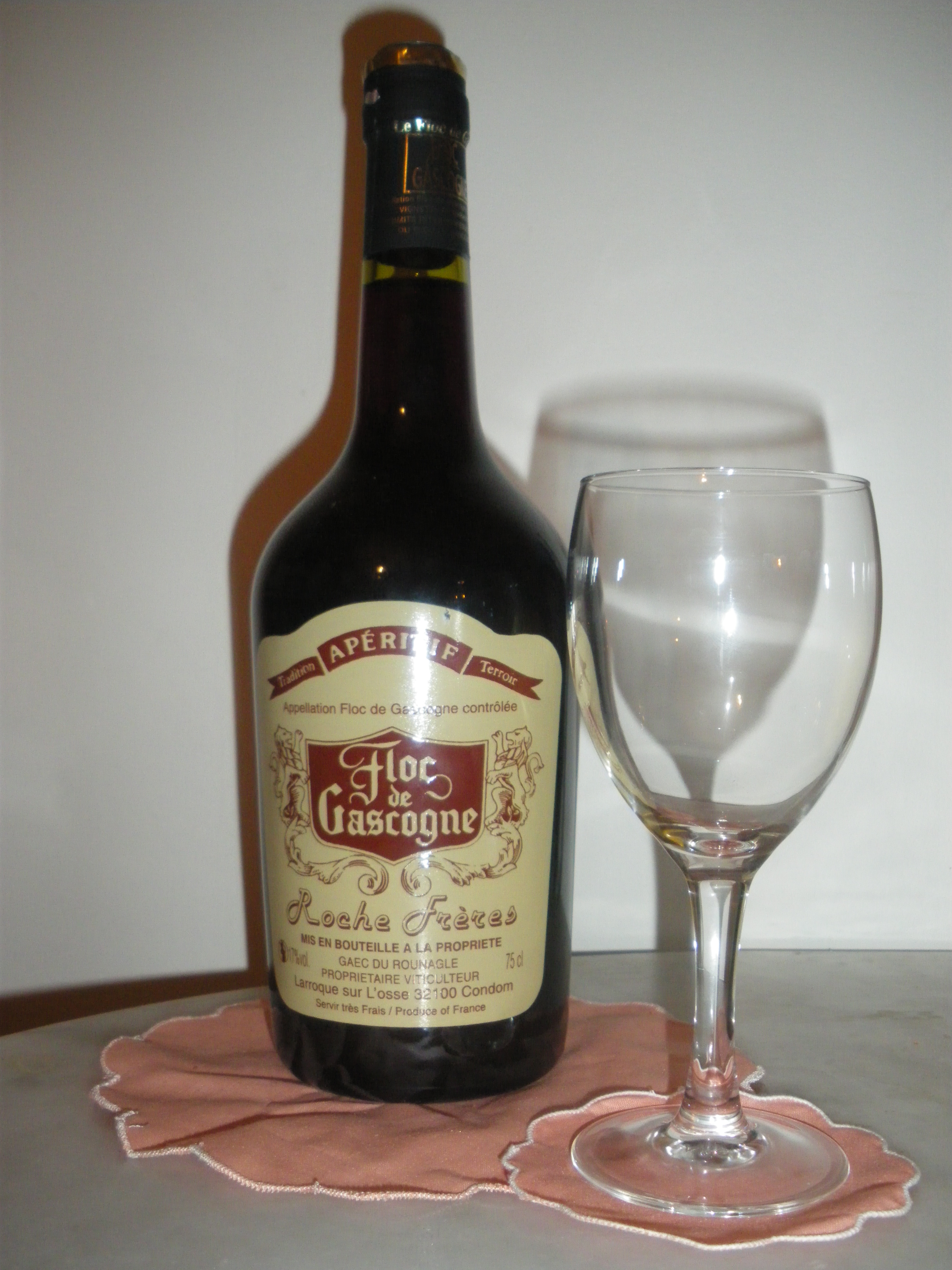
Floc de Gascuña

El Floc de Gascuña (en francés : Floc de Gascogne) es una mistela (de uva) gascona, resultante de mezclar mosto con Armañac. 

## Descripción

### Enología
El Floc de Gascuña es una mistela de uva: la fermentación alcohólica del mosto de uva se evita añadiendo aguardiente de vino al mosto, antes de la fermentación. Esto ayuda a mantener el azúcar residual y el afrutado. La región de producción de Floc de Gascuña es la de Armañac.
Se presenta en dos variedades: el blanco y el rosado (si bien este último es de un color más bien rojizo).

### Origen del nombre
Su nombre viene de Lo Flòc, expresión gascona que significa ramo de flores y sus orígenes se remontan al siglo XVI. 
Mistela se llama en francés "mistelle", o especialmente "vin de liqueur" (literalmente, "vino de licor"): la región de producción de la mistela Floc de Gascuña es la del licor Armañac, y la región de Pineau des Charentes es la del licor Coñac, ambas en el suroeste de Francia. 
La zona de producción, ubicada en la antigua provincia de Gascuña, se extiende 780 hectáreas repartidas entre los departamentos del Gers (80 %), las Landas y de Lot y Garona, a menudo con la misma zona de producción que la del Armañac.

## Consumo
Se disfruta mejor frío, entre 6 ° y 8 °, como aperitivo y también con postres.